# Anime Awards Brasil
O Anime Awards Brasil é uma premiação organizada pelo coletivo Anime Crazies. Sua primeira edição foi e, 2019 e os indicados são escolhidos por um júri composto por criadores de conteúdo e sites especializados em cultura pop japonesa. Os vencedores são anunciados, costumeiramente, em uma live no YouTube.

## Informações
O júri é dividido entre júri geral e júri técnico. O primeiro é composto por criadores de conteúdo e o segundo por profissionais, como animadores, músicos, roteiristas, e outros.
Cada categoria possui de cinco a seis indicados. 70% do peso do voto é do júri, os outros 30 são de voto popular.
Para ser elegível, é necessário que os animes sejam exibidos de forma oficial no Brasil.
Animes de longa duração ou duração ininterrupta só podem ser indicados nas categorias de dublagem, abertura, encerramento e talento musical.
Talentos Musicais precisam ter lançado alguma música para abertura ou encerramento de anime que tenha sido lançado oficialmente em um anime no Brasil.
Para a categoria de Anime do Ano, apenas animes inéditos podem ser indicados. Ou seja, apenas a primeira ou única temporada.

## Indicados e vencedores

### 2019
A primeira edição contou com 17 categorias. Devilman Crybaby foi o destaque com cinco prêmios.
Fonte:
Nota: Não há fontes que contenham os indicados desse ano, só os vencedores
| Anime Awards Brasil 2019                                | Anime Awards Brasil 2019                                |
| ------------------------------------------------------- | ------------------------------------------------------- |
| Anime do Ano - Devilman Crybaby                         |                                                         |
| Melhor Anime de Outono - Tensei Shitara Slime Datta Ken | Melhor Anime de Verão - Banana Fish                     |
| Melhor Anime de Primavera - Megalo Box                  | Melhor Anime de Inverno - Sora yori mo Tooi Basho       |
| Melhor Filme - Mirai no Mirai                           | Melhor Continuação - Boku no Hero Academia              |
| Melhor Volta - Cardcaptor Sakura: Clear Card-hen        | Melhor Animação - Violet Evergarden                     |
| Melhor Personagem Masculino - Joe - Megalo Box          | Melhor Personagem Feminino - Violet - Violet Evergarden |
| Melhor Direção de Arte - Devilman Crybaby               | Melhor Fotografia - Violet Evergarden                   |
| Melhor Trilha Sonora - Megalo Box                       | Melhor CGI - SSSS.Gridman                               |
| Melhor Direção - Masaaki Yuasa - Devilman Crybaby       | Melhor Narrativa - Devilman Crybaby                     |

### 2020
Os vencedores desta edição foram anunciados em 29 de fevereiro de 2020, com transmissão pela internet e TV aberta. O júri técnico contou membros como Mikannn, Leo Kitsune, LØAD, integrantes de sites como Jovem Nerd, Crunchyroll, JBox, e outros.
Várias categorias foram excluídas, como Melhor Filme, Melhor Continuação, Melhor Volta, Melhor Personagem Masculino, Melhor Personagem Feminino, Melhor Direção de Arte, Melhor Fotografia e Melhor Narrativa. Entretanto, várias outras foram adicionadas, como Melhor Abertura, Melhor Encerramento, Melhor Comédia, Melhor Romance, Melhor Ação, Melhor Husbando, Best Girl, e Melhor Dublagem. Esta última teve o vencedor escolhido exclusivamente por voto do público.
Fontes:
Nota: Não há fontes que contenham os indicados desse ano, só os vencedores
| Anime Awards Brasil 2020                                                    | Anime Awards Brasil 2020                                                       |
| --------------------------------------------------------------------------- | ------------------------------------------------------------------------------ |
| Anime do Ano - Kimetsu no Yaiba                                             |                                                                                |
| Melhor Anime de Outono - Beastars                                           | Melhor Anime de Verão - Vinland Saga                                           |
| Melhor Anime de Primavera - Kimetsu no Yaiba                                | Melhor Anime de Inverno - Yakusoku no Neverland                                |
| Melhor Abertura - ALI - "Wild Side" (Beastars)                              | Melhor Encerramento - The Peggies - “Stand by me” (Sarazanmai)                 |
| Melhor Comédia - Kaguya-sama wa Kokurasetai: Tensai-tachi no Renai Zunousen | Melhor Animação - Kimetsu no Yaiba                                             |
| Melhor Romance - Given                                                      | Melhor Ação - Kimetsu no Yaiba                                                 |
| Melhor Dublagem - My Hero Academia: Two Heroes                              | Melhor Husbando - Satou Mafuyu - Given                                         |
| Melhor Trilha Sonora - Carole & Tuesday                                     | Melhor CGI - Beastars                                                          |
| Melhor Direção - Beastars                                                   | Best Girl - Chika - Kaguya-sama wa Kokurasetai: Tensai-tachi no Renai Zunousen |

### 2021
Esta edição viu o número de categorias aumentar para 26. A categoria Melhor Continuação voltou enquanto "Melhor Husbando" foi excluída. As categorias Melhor Protagonista, Melhor Antagonista, Best Boy, Melhor Roteiro, Melhor Voz Original, Melhor Dublagem Brasileira, Melhor Anime Dublado, Melhor Mangá Lançado no Brasil e Melhor Momento foram adicionadas. A categoria de dublagem indicou os dubladores individualmente por seus papéis.
Os vencedores foram anunciados em 6 de fevereiro de 2021, e o evento foi realizado em parceria com o site Omelete.
Fontes:
| Anime Awards Brasil 2021 | Anime Awards Brasil 2021 |
| --- | --- |
| Anime do Ano - Eizōken ni wa Te wo Dasu na! - Kanojo, Okarishimasu - Dorohedoro - Deca-Dence - Great Pretender | Melhor Direção - Masaaki Yuasa - Eizōken ni wa Te wo Dasu na! - Omata Shinichi - Kaguya-sama wa Kokurasetai: Tensai-tachi no Renai Zunousen (2ª temporada) - Hiro Kaburagi - Great Pretender - Masaharu Watanabe - Re:Zero (2.ª temporada) - Katsumi Terahigashi - Enen no Shouboutai (2ª temporada)                                                                |
| Melhor Ação - The God of High School - Tower of God - Enen no Shouboutai (2ª temporada) - Dorohedoro - Deca-Dence | Melhor Comédia - Kaguya-sama wa Kokurasetai: Tensai-tachi no Renai Zunousen - Kakushigoto - Otome Game No Hametsu Flag Shika Nai Akuyaku Reijou Ni Tensei Shiteshimatta... - Kanojo, Okarishimasu - Tonikaku Kawaii |
| Melhor Drama - Fruits Basket - Yahari Ore no Seishun Love Come wa Machigatteiru - Kakushigoto - Somali to Mori no Kamisama - Runway de Waratte | Melhor Romance - Kaguya-sama wa Kokurasetai: Tensai-tachi no Renai Zunousen - Yahari Ore no Seishun Love Come wa Machigatteiru - Fruits Basket - Otome Game No Hametsu Flag Shika Nai Akuyaku Reijou Ni Tensei Shiteshimatta... - Kanojo, Okarishimasu |
| Melhor Continuação - Haikyu!! - Yahari Ore no Seishun Love Come wa Machigatteiru - Kaguya-sama wa Kokurasetai: Tensai-tachi no Renai Zunousen (2ª temporada) - Re:Zero (2.ª temporada) - Fruits Basket | Melhor Momento - Tanaka pontua duas vezes em Haikyu!! - Flashback do Ishigami em Kaguya-sama wa Kokurasetai: Tensai-tachi no Renai Zunousen (2ª temporada) - Subaru fala que consegue "voltar pela morte" em Re:Zero (2.ª temporada) - A volta de Oregairu em Yahari Ore no Seishun Love Come wa Machigatteiru - A volta do fandom de InuYasha - Hanyō no Yashahime |
| Melhor Protagonista - Hinata Shouyou - Haikyu!! - Itadori Yuji - Jujutsu Kaisen - Catarina Claes - Otome Game No Hametsu Flag Shika Nai Akuyaku Reijou Ni Tensei Shiteshimatta... - Honda Tohru - Fruits Basket - Hachiman Hikigaya - Yahari Ore no Seishun Love Come wa Machigatteiru                                                    | Melhor Antagonista - Ryomen Sukuna - Jujutsu Kaisen - En - Dorohedoro - Rachel - Tower of God - Echidna - Re:Zero (2.ª temporada) - Akito Souma - Fruits Basket |
| Best Boy - Satoru Gojo - Jujutsu Kaisen - Kakushi Gotou - Kakushigoto - Ishigami Yu - Kaguya-sama wa Kokurasetai: Tensai-tachi no Renai Zunousen (2ª temporada) - Daisuke Kanbe - Fugō Keiji Balance: Unlimited - Hachiman Hikigaya - Yahari Ore no Seishun Love Come wa Machigatteiru                                                    | Best Girl - Kanamori Sayaka - Eizōken ni wa Te wo Dasu na! - Noi - Dorohedoro - Chizuru Ichinose - Kanojo, Okarishimasu - Yukino Yukinoshita - Yahari Ore no Seishun Love Come wa Machigatteiru - Abgail - Great Pretender |
| Melhor Animação - Eizōken ni wa Te wo Dasu na! - Kaguya-sama wa Kokurasetai: Tensai-tachi no Renai Zunousen (2ª temporada) - BNA: Brand New Animal - Enen no Shouboutai (2ª temporada) - Yesterday wo Uttate | Melhor Trilha Sonora - Great Pretender - Kaguya-sama wa Kokurasetai: Tensai-tachi no Renai Zunousen (2ª temporada) - Eizōken ni wa Te wo Dasu na! - Jujutsu Kaisen - Haikyu!! |
| Melhor CGI - Dorohedoro - Dragon Quest: Dai no Daibōken - Love Live! Nijigasaki High School Idol Club - Enen no Shouboutai (2ª temporada) - Eizōken ni wa Te wo Dasu na! | Melhor Roteiro - Yuuichiro Kido - Eizōken ni wa Te wo Dasu na! - Yasuhiro Nakanishi - Kaguya-sama wa Kokurasetai: Tensai-tachi no Renai Zunousen (2ª temporada) - Hiroshi Seko - Dorohedoro - Ryota Kosawa - Great Pretender - Masahiro Yokotani, Eiji Umehara, Yoshihiko Nakamura - Re:Zero (2.ª temporada)                                                        |
| Melhor Voz Original - Itou Sairi - Midori, em Eizōken ni wa Te wo Dasu na! - Junichi Suwabe - Thierry Laurent, em Great Pretender - Koga Aoi - Kaguya Shinomiya, em Kaguya-sama: Love Is War (2ª temporada) - Maaya Sakamoto - Echidna, em Re:Zero (2.ª temporada) - Azusa Tadokoro - Moroha, em Hanyō no Yashahime                       | Melhor Mangá Lançado no Brasil - Spy × Family (Panini Comics) - Given - Kimetsu no Yaiba - Banana Fish - Solo Leveling |
| Melhor Dublagem Brasileira - Carol Valença - Monkey D. Luffy, em One Piece - Luísa Horta - Uraraka, em Boku no Hero Academia - Mayara Stefane - Mikasa, em Shingeki no Kyojin - Léo Rabelo - Satoru Gojo, em Jujutsu Kaisen - Peterson Adriano - Oogami Shirou, em BNA: Brand New Animal)                                                 | Melhor Anime Dublado - One Piece - Dr. Stone - Beastars - Shingeki no Kyojin - Dorohedoro |
| Melhor Anime de Primavera - Tower of God - Otome Game No Hametsu Flag Shika Nai Akuyaku Reijou Ni Tensei Shiteshimatta... - Kakushigoto - Appare-Ranman! - Fugō Keiji Balance: Unlimited | Melhor Anime de Verão - Great Pretender - The God of High School - Kanojo, Okarishimasu - Deca-Dence - Japan Sinks: 2020 |
| Melhor Anime de Inverno - Eizōken ni wa Te wo Dasu na! - Dorohedoro - Jibaku Shounen Hanako-kun - Somali to Mori no Kamisama - Runway de Waratte | Melhor Anime de Outono - Jujutsu Kaisen - Hanyō no Yashahime - Dragon Quest: Dai no Daibōken - Majo no Tabi Tabi - Tonikaku Kawaii |
| Melhor Abertura - Eve - "Kaikai Kitan", de Jujutsu Kaisen - Masayuki Suzuki e Airi Suzuki - “DADDY! DADDY! DO!", de Kaguya-sama: Love Is War (2ª temporada) - The Peggies - "Centimeter"- de Kanojo, Okarishimasu - Asaka - "I believe what you said", de Higurashi no Naku koro ni Gou - (K)NoW NAME - "Welcome to Chaos", de Dorohedoro | Melhor Encerramento - ALI - "Lost in Paradise", de Jujutsu Kaisen - OKAMOTO'S - “Welcome My Friend”, de Fugō Keiji Balance: Unlimited - Aaamyyy - "NIGHT RUNNING". de BNA: Brand New Animal - Freddie Mercury - "The Great Pretender", de Great Pretender - Assault Lily Bouquet                                                                                    |

### 2022
A organização novamente teve parceria do site Omelete, e nele os vencedores foram anunciados em 12 de março de 2022. Ōsama Ranking ganhou a maior quantidade prêmios, com seis. Já Odd Taxi ganhou cinco, e Jujutsu Kaisen, quatro.
A categoria Melhor Momento foi excluída, assim como Melhor Roteiro, agora dividida em Melhor Roteiro Original e Melhor Roteiro Adaptado. As categorias Melhor Coadjuvante, Melhor Talento Musical, Melhor Storyboard e Melhor Design de Personagem (chamada de Character Design) foram incluídas, totalizando 30 categorias.
As categorias Melhor Personagem Feminina (Best Girl), Melhor Personagem Masculino (Best Boy), Melhor Performance em Dublagem Brasileira e Melhor Anime Dublado foram decidias por voto popular apenas.
Fontes:
| Anime Awards Brasil 2022 | Anime Awards Brasil 2022 |
| --- | --- |
| Anime do Ano - Odd Taxi - Ōsama Ranking - Sonny Boy - 86: Eighty-Six - Jujutsu Kaisen - Heike Monogatari | |
| Melhor Roteiro Original - Kazuya Konomoto - Odd Taxi - Shingo Natsume - Sonny Boy - Keiichi Hasegawa - SSSS.Dynazenon - Nojima Shinji - Wonder Egg Priority - Tappei Nagatsuki e Eiji Umehara - Vivy: Fluorite Eye's Song - Yuko Kakihara e Misuzu Chiba - The Aquatope on White Sand                                                                                          | Melhor Roteiro Adaptado - Taku Kishimoto - Ōsama Ranking - Deko Akao - Komi-san wa komyushou desu - Shinzou Fujita - Fumetsu no Anata e - Toshizou Nemoto - Super Cub - Reiko Yoshida - Blue Period - Tadashi Morishita e Miyako Matsumoto - Kageki Shoujo!!                          |
| Melhor Ação - Jujutsu Kaisen - 86: Eighty-Six - SSSS.Dynazenon - Vivy: Fluorite Eye's Song - World Trigger (2ª temporada) - JoJo's Bizarre Adventure: Stone Ocean | Melhor Comédia - Komi-san wa komyushou desu - Kobayashi-san Chi no Maid Dragon S - Zombie Land: Revenge - Heaven’s Design Team - Welcome to Demon School! Iruma-kun (2ª temporada) - Uramichi Onii-san                                                                                |
| Melhor Drama - Fumetsu no Anata e - Wonder Egg Priority - Fruits Basket: The Final - Ōsama Ranking - Kageki Shoujo!! - 86: Eighty-Six | Melhor Romance - Horimiya - Fruits Basket: The Final - Otome Game No Hametsu Flag Shika Nai Akuyaku Reijou Ni Tensei Shiteshimatta... - Taishō Otome Otogibanashi - Shinigami Botchan to Kuro Meid - Ijiranaide, Nagatoro-san                                                         |
| Melhor Continuação - Shingeki no Kyojin (4.ª temporada - parte 1) - Kobayashi-san Chi no Maid Dragon S - Welcome to Demon School! Iruma-kun (2ª temporada) - Fruits Basket: The Final - Re:Zero − Starting Life in Another World (2ª temporada) - Yuru Camp (2ª temporada) | Melhor Direção - Baku Kinoshita – Odd Taxi - Shingo Natsume – Sonny Boy - Naoko Yamada – Heike Monogatari - Yousuke Hatta – Ōsama Ranking - Ishii Toshimasa – 86: Eighty-Six - Akira Amemiya – SSSS.Dynazenon                                                                         |
| Melhor Protagonista - Bojji – Ōsama Ranking - Hiroshi Odokawa – Odd Taxi - Yatora Yaguchi – Blue Period - Eren Jaeger – Shingeki no Kyojin (4.ª temporada - parte 1) - Noé Archiviste – As Memórias de Vanitas - Sarasa Watanabe – Kageki Shoujo!! | Melhor Antagonista - Tomura Shigaraki – Boku no Hero Academia (5ª temporada) - Hao – Shaman King - Yuki Mitsuya – Odd Taxi - Akito Souma – Fruits Basket: The Final - Ainosuke Shindo “Adam” – SK8 the Infinity - Tetta Kisaki – Tokyo Revengers                                      |
| Melhor Animação - Wonder Egg Priority - Kobayashi-san Chi no Maid Dragon S - Ōsama Ranking - Heike Monogatari - Mushoku Tensei: Jobless Reincarnation - Sonny Boy | Melhor Storyboard - Sonny Boy - SSSS.Dynazenon - Heike Monogatari - 86: Eighty-Six - Ōsama Ranking - Wonder Egg Priority |
| Best Boy - Bojji – Ōsama Ranking - Hiroshi Odokawa – Odd Taxi - Izumi Miyamura – Horimiya - Vanitas – As Memórias de Vanitas - Hitohito Tadano – Komi-san wa komyushou desu - Reki Kyan – SK8 the Infinity | Best Girl - Jolyne Kujo – JoJo's Bizarre Adventure: Stone Ocean - Shouko Komi – Komi-san wa komyushou desu - Sarasa Watanabe – Kageki Shoujo!! - Hilling – Ōsama Ranking - Kyouko Hori – Horimiya - Mizuho – Sonny Boy                                                                |
| Melhor CGI - Beastars (2ª temporada) - 86: Eighty-Six - SSSS.Dynazenon - Kiyo in Kyoto: From the Maiko House - Shinigami Botchan to Kuro Meido - Bakuten!! | Melhor Character Design - Atsuko Nozaki – Ōsama Ranking - Masaru Sakamoto – SSSS.Dynazenon - Baku Kinoshita e Hiromi Nakayama – Odd Taxi - Takashi Kojima – Heike Monogatari - Saki Takahashi – Wonder Egg Priority - Norifumi Kugai – Sonny Boy                                      |
| Melhor Voz Original - Ai Fairouz – Jolyne Kujo (JoJo's Bizarre Adventure: Stone Ocean - Natsuki Hanae – Hiroshi Odokawa (Odd Taxi) - Kanata Aikawa – Ai Ohto (Wonder Egg Priority) - Atsumi Tanezaki – Vivy (Vivy: Fluorite Eye's Song - Aoi Yūki – Kumoko (Kumo desu ga, Nani ka? - Rie Takahashi – Emilia (Re:Zero − Starting Life in Another World (2ª temporada)           | Melhor Mangá Lançado no Brasil - Haikyu!! (Editora JBC) - Chainsaw Man (Panini Mangás) - Terra das Gemas (NewPOP Editora) - Ao no Flag (Panini Mangás) - ON/OFF (NewPOP Editora) - Tomie (Pipoca & Nanquim)                                                                           |
| Melhor Performance em Dublagem Brasileira - Léo Rabelo – Satoru Gojo - Jujutsu Kaisen - Bruna Nogueira – Rimuru - Tensei Shitara Slime Datta Ken (2ª temporada) - Lipe Volpato – Izuku Midoriya - Boku no Hero Academia - Mari Haruno – Hori Kyouko - Horimiya - Amanda Brigido – Nobara Kugisaki - Jujutsu Kaisen) - Bia Menezes – Tooru - Kobayashi-san Chi no Maid Dragon S | Melhor Anime Dublado - Jujutsu Kaisen – Som de Vera Cruz - Kobayashi-san Chi no Maid Dragon S – Wan Marc - Tensei Shitara Slime Datta Ken (2ª temporada) – Atma Entretenimento - Sakugan – Som de Vera Cruz - JoJo's Bizarre Adventure – Unidub - Fruits Basket: The Final – DuBrasil |
| Melhor Anime de Primavera - Odd Taxi - 86: Eighty-Six - Vivy: Fluorite Eye's Song - SSSS.Dynazenon - Fumetsu no Anata e - Tokyo Revengers | Melhor Anime de Verão - Sonny Boy - Kageki Shoujo!! - The Aquatope on White Sand - As Memórias de Vanitas - Kaizoku Oujo - Uramichi Onii-san |
| Melhor Anime de Inverno - Wonder Egg Priority - Horimiya - Heaven’s Design Team - SK8 the Infinity - Kemono Jihen - Mushoku Tensei: Jobless Reincarnation | Melhor Anime de Outono - Ōsama Ranking - Komi-san wa komyushou desu - Heike Monogatari - Blue Period - Takt op.Destiny - Saihate no Paradin |
| Melhor Abertura - “Vivid Vice” – Jujutsu Kaisen - “ODDTAXI” – Odd Taxi - “Cinderella” – Komi-san wa komyushou desu - “Ai no Supreme!” – Kobayashi-san Chi no Maid Dragon S - “Kaibutsu” – Beastars (2ª temporada) - “Stone Ocean” – JoJo's Bizarre Adventure: Stone Ocean | Melhor Encerramento - “Shock” – Shingeki no Kyojin (4.ª temporada - parte 1) - “NaiNai” – Shadows House - “Oz” – Ōsama Ranking - “Alchemilla” – 86: Eighty-Six - “Yasashi Suisei” – Beastars (2ª temporada) - “Haru no Tonari” – Yuru Camp (2ª temporada)                             |
| Melhor Talento Musical - Hikaru Utada – Fumetsu no Anata e - ReoNa – Shadows House - yama – Ōsama Ranking - Yoasobi – Beastars (2ª temporada) - fhána – Kobayashi-san Chi no Maid Dragon S - Official HIGE DANdism – Tokyo Revengers | Melhor Trilha Sonora - Odd Taxi - 86: Eighty-Six - Takt op.Destiny - Wonder Egg Priority - Zombie Land: Revenge - Blue Period |

### 2023
Os vencedores foram anunciados em 10 de junho de 2023. Bocchi the Rock! foi o maior destaque. A premiação teve 31 categorias, marcando a volta de Melhor Filme e Melhor Coadjuvante. As categorias Melhor Personagem Feminina, Melhor Personagem Masculino, Melhor Voz Original, Melhor Mangá Lançado no Brasil, Melhor Performance em Dublagem Brasileira e Melhor Anime Dublado foram decidias por voto popular apenas.
Fontes:
| Anime Awards Brasil 2023 | Anime Awards Brasil 2023 |
| --- | --- |
| Anime do Ano - Bocchi the Rock! - Blue Lock - Chainsaw Man - Cyberpunk: Edgerunners - Lycoris Recoil - Spy × Family | |
| Melhor Roteiro Original - Asaura e Shingo Adachi - Lycoris Recoil - Dai Satou - Yurei Deco - Ichirou Ookouchi - Kidō Senshi Gandamu: Suisei no Majo - Kazuyuki Fudeyasu - Do It Yourself!! - Noboru Kimura - Healer Girl - Yousuke Kuroda - BIRDIE WING -Gold Girls' Story-                                                                            | Melhor Roteiro Adaptado - Bocchi the Rock! - A Ilha das Sombras (Summer Time Rendering) - Mob Psycho 100 (3ª Temporada) - Spy × Family - Cyberpunk: Edgerunners - Kaguya-sama wa Kokurasetai: Tensai-tachi no Renai Zunousen -Ultra Romantic- |
| Melhor Ação - Cyberpunk: Edgerunners - Chainsaw Man - Kimetsu no Yaiba: Arco do Distrito do Entretenimento - Lycoris Recoil - Mob Psycho 100 (3ª Temporada) - Princess Connect! Re: Dive (2ª Temporada) | Melhor Comédia - Bocchi the Rock! - Kaguya-sama wa Kokurasetai: Tensai-tachi no Renai Zunousen -Ultra Romantic- - Sono Bisque Doll wa Koi o Suru - O Tio de Outro Mundo - Romantic Killer - Spy × Family |
| Melhor Drama - Mob Psycho 100 (3ª temporada) - Aoashi - Bocchi the Rock! - Dance Dance Danseur - Kotaro Vai Morar Sozinho - Sasaki to Miyano | Melhor Romance - Kaguya-sama wa Kokurasetai: Tensai-tachi no Renai Zunousen -Ultra Romantic- - Koi wa Sekai Seifuku no Ato de - Sono Bisque Doll wa Koi o Suru - Romantic Killer - Sasaki to Miyano - Kawaii dake ja Nai Shikimori-san |
| Melhor Continuação - Kaguya-sama wa Kokurasetai: Tensai-tachi no Renai Zunousen -Ultra Romantic- - Kimetsu no Yaiba: Arco do Distrito do Entretenimento - JoJo's Bizarre Adventure: Stone Ocean - Komi-san wa komyushou desu (2ª Temporada) - Mob Psycho 100 (3ª Temporada) - Boku no Hero Academia (6ª Temporada)                                     | Melhor Direção - Keiichirō Saitō - Bocchi the Rock! - Hiroyuki Imaishi - Cyberpunk: Edgerunners - Jun Aoki - Pop Team Epic (2ª Temporada) - Mamoru Hatakeyama - Kaguya-sama wa Kokurasetai: Tensai-tachi no Renai Zunousen -Ultra Romantic- - Ryū Nakayama - Chainsaw Man - Yuzuru Tachikawa e Takahiro Hasui - Mob Psycho 100 (3ª Temporada)                                         |
| Melhor Protagonista - Hitori “Bocchi” Gotou - Bocchi the Rock! - Anya Forger - Spy × Family - Chisato Nishikigi - Lycoris Recoil - Denji - Chainsaw Man - Shigeo Kageyama - Mob Psycho 100 (3ª Temporada) - Tanjiro Kamado - Kimetsu no Yaiba: Arco do Distrito do Entretenimento                                                                      | Melhor Antagonista - Enrico Pucci - JoJo's Bizarre Adventure: Stone Ocean - Dabi - Boku no Hero Academia (6ª Temporada) - Daki - Kimetsu no Yaiba: Arco do Distrito do Entretenimento - Griffith - Berserk: The Golden Age Arc - Memorial Edition - Gyutaro - Kimetsu no Yaiba: Arco do Distrito do Entretenimento - Majima - Lycoris Recoil                                          |
| Melhor Animação - Cyberpunk: Edgerunners - Akebi-chan no Sērāfuku - Bocchi the Rock! - Chainsaw Man - Mob Psycho 100 (3ª Temporada) - Sono Bisque Doll wa Koi o Suru | Melhor Storyboard - Cyberpunk: Edgerunners - Akebi-chan no Sērāfuku - Bleach: Thousand-Year Blood War - Bocchi the Rock! - Chainsaw Man - Kaguya-sama wa Kokurasetai: Tensai-tachi no Renai Zunousen -Ultra Romantic- |
| Melhor Personagem Masculino - Loid Forger - Spy × Family - Aki Hayakawa - Chainsaw Man - David Martinez - Cyberpunk: Edgerunners - Reigen Arataka - Mob Psycho 100 (3ª temporada) - Shigeo Kageyama - Mob Psycho 100 (3ª temporada) - Yu Ishigami - Kaguya-sama wa Kokurasetai: Tensai-tachi no Renai Zunousen -Ultra Romantic-                        | Melhor Personagem Feminina - Yor Forger - Spy × Family - Anzu Hoshino - Romantic Killer - Chisato Nishikigi - Lycoris Recoil - Hitori "Bocchi" Gotou - Bocchi the Rock! - Kaguya Shinomiya - Kaguya-sama wa Kokurasetai: Tensai-tachi no Renai Zunousen -Ultra Romantic- - Marin Kitagawa - Sono Bisque Doll wa Koi o Suru                                                            |
| Melhor CGI - Chainsaw Man - Black Rock Shooter: Amanhecer - Cyberpunk: Edgerunners - Kimetsu no Yaiba: Arco do Distrito do Entretenimento - Estab Life: Great Escape - Kidō Senshi Gandamu: Suisei no Majo | Melhor Character Design - Yoh Yoshinari - Cyberpunk: Edgerunners - Hirotoshi Takaya, Juri Toida e Marie Tagashira - Kidō Senshi Gandamu: Suisei no Majo - Imigimuru e Yumiko Yamamoto - Lycoris Recoil - Kerorira - Bocchi the Rock! - Yoshimichi Kameda - Mob Psycho 100 (3ª temporada) - Yuusuke Matsuo - Do It Yourself!!                                                          |
| Melhor Voz Original - Atsumi Tanezaki - Anya Forger, em Spy × Family - Ai Fairouz - Power, em Chainsaw Man - Aoyama Yoshino - Hitori "Bocchi" Gotou, em Bocchi the Rock! - Chika Anzai - Chisato Nishikigi, em Lycoris Recoil - Ikumi Hasegawa - Desumi Magahara, em Koi wa Sekai Seifuku no Ato de - KENN - David Martinez, em Cyberpunk: Edgerunners | Melhor Mangá Lançado no Brasil - Neon Genesis Evangelion Collector's Edition (Editora JBC) - Blue Period (Panini Mangás) - Boy meets Maria (NewPOP Editora) - Diário da Minha Experiência Comigo Mesma (NewPOP Editora) - Força, Nakamura!! (NewPOP Editora) - Frieren e a Jornada para o Além (Panini Mangás)                                                                        |
| Melhor Performance em Dublagem Brasileira - Tati Keplmair - Nami, em One Piece - Fábio Lucindo - Tsukasa Kazuki, em Romantic Killer - Lucas Almeida - Kiyotaka Ayanokōji, em Classroom of the Elite - Nina Carvalho - Anya Forger, em Spy × Family - Pâmella Rodrigues - Power, em Chainsaw Man - Yan Gesteira - Ashito Aoi, em Aoashi                 | Melhor Anime Dublado - One Piece (Skypiea / Water 7 / Enies Lobby) - Aoashi - Chainsaw Man - Cyberpunk: Edgerunners - Kageki Shojo!! - Spy × Family |
| Melhor Anime de Primavera - Spy × Family - A Ilha das Sombras (Summer Time Rendering) - Aoashi - Dance Dance Danseur - Kaguya-sama wa Kokurasetai: Tensai-tachi no Renai Zunousen -Ultra Romantic- - Komi-san wa komyushou desu (2ª Temporada) | Melhor Anime de Verão - Cyberpunk: Edgerunners - Classroom of the Elite (2ª Temporada) - JoJo's Bizarre Adventure: Stone Ocean - Lycoris Recoil - Boku no Hero Academia (6ª Temporada) - O Tio de Outro Mundo |
| Melhor Anime de Inverno - Kimetsu no Yaiba: Arco do Distrito do Entretenimento - Akebi-chan no Sērāfuku - Kotaro Vai Morar Sozinho - Sono Bisque Doll wa Koi o Suru - SABIKUI BISCO - Sasaki to Miyano | Melhor Anime de Outono - Bocchi the Rock! - Blue Lock - Chainsaw Man - Mob Psycho 100 (3ª temporada) - Kidō Senshi Gandamu: Suisei no Majo - Romantic Killer |
| Melhor Abertura - “KICKBACK” – Chainsaw Man - "Mixed Nuts" - Spy × Family - "Seishun Complex" - Bocchi the Rock! - "Spira Spica" - Sono Bisque Doll wa Koi o Suru - "Naked Hero" - Ōsama Ranking - "Zankyosanka" - Kimetsu no Yaiba: Arco do Distrito do Entretenimento                                                                                | Melhor Encerramento - “Comedy” – Spy × Family - "Deep Down" - Chainsaw Man - "Hawatari 2-oku Centi" - Chainsaw Man - "Heart wa Oteage" - Kaguya-sama wa Kokurasetai: Tensai-tachi no Renai Zunousen -Ultra Romantic- - "Koshaberi Biyori" - Komi-san wa komyushou desu (2ª Temporada) - "My Nonfiction" - Kaguya-sama wa Kokurasetai: Tensai-tachi no Renai Zunousen -Ultra Romantic- |
| Melhor Talento Musical - Kessoku Band - Bocchi the Rock! - Ado, pela trilha de One Piece Film: Red - Bump of chicken, por "Souvenir", Spy × Family - Franz Ferdinand, por "This Fffire", Cyberpunk: Edgerunners - Kenshi Yonezu, por "KICKBACK", Chainsaw Man - Yoasobi, por "Shukufuku", Kidō Senshi Gandamu: Suisei no Majo                          | Melhor Trilha Sonora - Bocchi the Rock! - Chainsaw Man - Cyberpunk: Edgerunners - Healer Girl - Kidō Senshi Gandamu: Suisei no Majo - Spy × Family |
| Melhor Filme - Belle - Dragon Ball Super: Super Hero - Drifting Home - Odd Taxi in the Woods - One Piece Film: Red - Sword Art Online: Progressive | Melhor Coadjuvante - Reigen Arataka - Mob Psycho 100 (3ª temporada) - Aki Hayakawa - Chainsaw Man - Himeno - Chainsaw Man - Meguru Bachira - Blue Lock - Nijika Ijichi - Bocchi the Rock! - Rebecca - Cyberpunk: Edgerunners |

### 2024
A edição de 2024 marcou a estreia da categoria “Poder da Amizade”, totalizando 32 categorias. Também foi decidido que as indicações das categorias "Anime Dublado Favorito" e "Performance em Dublagem Favorita" seriam totalmente escolhidas pelo público, assim como seus vencedores. Frieren e a Jornada para o Além, Mashle: Magia e Músculos e a segunda temporada de Jujutsu Kaisen foram os maiores destaques. A tradicional live para anunciar os vencedores, entretanto, foi cancelada por falta de apoio financeiro. Os vencedores foram anunciados no site oficial do evento e em suas redes sociais no dia 7 de junho de 2024.
Fontes:
| Anime Awards Brasil 2024 | Anime Awards Brasil 2024 |
| --- | --- |
| Anime do Ano - Frieren e a Jornada para o Além - Diários de uma Apotecária - Pluto - Skip to Loafer - Scott Pilgrim: A Série - Trigun Stampede | Melhor Direção - Keiichirou Saitou – Frieren e a Jornada para o Além - Goshozono Shouta – Jujutsu Kaisen (2ª temporada) - Hirotaka Mori – Tengoku Daimakyou: Ilusão Celestial - Yabuta Shuuhei – Vinland Saga (2ª temporada) - Norihiro Naganuma – Diários de uma Apotecária - Kotomi Deai – Skip to Loafer |
| Melhor Roteiro Original - Ichirou Ookoushi – Kidō Senshi Gandamu: Suisei no Majo (2ª temporada) - Yuuko Kakihara e Yasuhiro Nakanishi – Buddy Daddies - Ayumi Sekine – Overtake! - Daishiro Tanimura – Mahō Shōjo Magical Destroyers - Gen Urobuchi e Renji Ooki – Revenger - Yousuke Kuroda – BIRDIE WING -Golf Girls' Story- (2ª temporada) | Melhor Roteiro Adaptado - Frieren e a Jornada para o Além - Vinland Saga (2ª temporada) - Diários de uma Apotecária - Pluto - Skip to Loafer - Tengoku Daimakyou: Ilusão Celestial |
| Melhor Ação - Jujutsu Kaisen (2ª temporada) - Frieren e a Jornada para o Além - Trigun Stampede - Shangri-La Frontier - Bleach: Thousand-Year Blood War - Hell’s Paradise | Melhor Comédia - Mashle: Magia e Músculos - 100 Coisas para Fazer antes de Virar Zumbi - Tomo-chan Is a Girl! - Migi & Dali - KONOSUBA -An Explosion on This Wonderful World!! - Reencarnado numa Máquina de Vendas, Agora Exploro a Masmorra |
| Melhor Drama - Frieren e a Jornada para o Além - Vinland Saga (2ª temporada) - Diários de uma Apotecária - Pluto - Kidō Senshi Gandamu: Suisei no Majo (2ª temporada) - Overtake! | Melhor Romance - Skip to Loafer - Meu Casamento Feliz - Yamada-kun to Lv999 no Koi o Suru - Kidō Senshi Gandamu: Suisei no Majo (2ª temporada) - Diários de uma Apotecária - Tomo-chan Is a Girl! |
| Melhor Continuação - Jujutsu Kaisen (2ª temporada) - Vinland Saga (2ª temporada) - Kimetsu no Yaiba: Arco da Vila dos Ferreiros - Bleach: Thousand-Year Blood War - Bungo Stray Dogs (4ª temporada) - Dr. Stone: New World | Poder da Amizade - Frieren, Fern e Stark - Frieren e a Jornada para o Além - Thorfinn e Einar - Vinland Saga (2ª temporada) - A Tripulação do Perseus - Dr. Stone: New World - Kazuki Kurusu e Rei Suwa - Buddy Daddies - Sunraku, Kei Uomi e Towa Amane - Shangri-La Frontier - Gesicht e Atom - Pluto |
| Melhor Protagonista - Frieren - Frieren e a Jornada para o Além - Gesicht - Pluto - Maomao - Diários de uma Apotecária - Ramona Flowers - Scott Pilgrim: A Série - Sunraku - Shangri-La Frontier - Thorfinn - Vinland Saga (2ª temporada) | Melhor Antagonista - Ryoumen Sukuna - Jujutsu Kaisen (2ª temporada) - Getou Suguru - Jujutsu Kaisen (2ª temporada) - Prospera Mercury - Kidō Senshi Gandamu: Suisei no Majo (2ª temporada) - Kaido - One Piece - Millions Knives - Trigun Stampede - Scott Pilgrim - Scott Pilgrim: A Série |
| Melhor Filme - Suzume - The First Slam Dunk - Kimetsu no Yaiba: Para a Vila do Espadachim - Kaguya-sama wa Kokurasetai: Tensai-tachi no Renai Zunousen: The First Kiss That Never Ends - Digimon Adventure 02: O Início - Sword Art Online Progressive: Scherzo do Crepúsculo Sombrio | Melhor Coadjuvante - Fern - Frieren e a Jornada para o Além - Jinshi - Diários de uma Apotecária - Himmel - Frieren e a Jornada para o Além - Miorine Rembran - Kidō Senshi Gandamu: Suisei no Majo (2ª temporada) - Atom - Pluto - Emul - Shangri-La Frontier |
| Melhor Animação - Frieren e a Jornada para o Além - Jujutsu Kaisen (2ª temporada) - Pluto - Tengoku Daimakyou: Ilusão Celestial - Diários de uma Apotecária - Scott Pilgrim: A Série | Melhor Storyboard - Frieren e a Jornada para o Além - Jujutsu Kaisen (2ª temporada) - Diários de uma Apotecária - 100 Coisas para Fazer antes de Virar Zumbi - Tengoku Daimakyou: Ilusão Celestial - Pluto |
| Melhor Personagem Masculino - Akira Tendou - 100 Coisas para Fazer antes de Virar Zumbi - Stark - Frieren e a Jornada para o Além - Jinshi - Shangri-La Frontier - Vash - Trigun Stampede - Sousuke Shima - Skip to Loafer - Gesicht - Pluto | Melhor Personagem Feminina - Frieren - Frieren e a Jornada para o Além - Maomao - Diários de uma Apotecária - Ramona Flowers - Scott Pilgrim: A Série - Mitsumi Iwakura - Skip to Loafer - Fern - Frieren e a Jornada para o Além - Towa Amane - Shangri-La Frontier |
| Melhor CGI - Trigun Stampede - Kimetsu no Yaiba: Arco da Vila dos Ferreiros - Kidō Senshi Gandamu: Suisei no Majo (2ª temporada) - BanG Dream! It’s MyGO!!!!! - Ultraman Final - Overtake! | Melhor Character Design - Frieren e a Jornada para o Além - Scott Pilgrim: A Série - Diários de uma Apotecária - Trigun Stampede - Pluto - Kidō Senshi Gandamu: Suisei no Majo (2ª temporada) |
| Melhor Voz Original - Tesshou Genda – Kaidou, em One Piece - Aoi Yūki – Maomao, em Diários de uma Apotecária - Atsumi Tanezaki – Frieren, em Frieren e a Jornada para o Além - Chiaki Kobayashi – Mashle, em Mashle: Magia e Músculos - Yuuma Uchida – Sunraku, em Shangri-La Frontier - Tomoyo Kurosawa – Mitsumi Iwakura, em Skip to Loafer | Melhor Mangá Lançado no Brasil - Dandadan, de Yokinobu Tatsu (Panini Mangás) - Yona – A Princesa do Alvorecer, de Mizuho Kusanagi (Editora JBC) - Mushishi, de Yuki Urushibara (NewPOP Editora) - Sangatsu no Lion: O Leão de Março, de Chica Umino (Editora JBC) - Confins de um Sonho, de Yumi Sudo (Pipoca & Nanquim) - Ikkyu, de Hisashi Sakaguchi (Veneta)                                                          |
| Melhor Performance em Dublagem Brasileira - Mayara Stefane por Suzume em Suzume - Maria Clara Rosis por Fern, em Frieren e a Jornada para o Além - Fernanda Bullara por Ramona em Scott Pilgrim: A Série - Marco Antônio Abreu por Gesitch em Pluto - Heitor Assali por Sakuragi em The First Slam Dunk - Lucas Gama por Sena em Eyeshield 21 | Melhor Anime Dublado - Suzume - Frieren e a Jornada para o Além - Scott Pilgrim: A Série - Pluto - The First Slam Dunk - Eyeshield 21 |
| Melhor Anime de Primavera - Skip to Loafer - Kimetsu no Yaiba: Arco da Vila dos Ferreiros - Tengoku Daimakyou: Ilusão Celestial - Mashle: Magia e Músculos - Kidō Senshi Gandamu: Suisei no Majo (2ª temporada) - Hell’s Paradise | Melhor Anime de Verão - Jujutsu Kaisen (2ª temporada) - 100 Coisas para Fazer antes de Virar Zumbi - Meu Casamento Feliz - Bleach: Thousand-Year Blood War - Undead Girl Murder Farce - Santa Cecilia & Padre Lawrence |
| Melhor Anime de Inverno - Vinland Saga (2ª temporada) - Buddy Daddies - Trigun Stampede - Bungo Stray Dogs (4ª temporada) - Tomo-chan Is a Girl! - Benriya Saitō-san, Isekai ni Iku | Melhor Anime de Outono - Frieren e a Jornada para o Além - Diários de uma Apotecária - Pluto - Scott Pilgrim: A Série - Shangri-La Frontier - Overtake! |
| Melhor Abertura - “SPECIALZ”, por King Gnu - Jujutsu Kaisen (2ª temporada) - “Song of the Dead”, por Kana-Boon - 100 Coisas para Fazer antes de Virar Zumbi - “Kura Kura”, por Ado - Spy × Family (2ª temporada) - “Yuusha”, por Yoasobi - Frieren e a Jornada para o Além - “Mellow”, por Keina Suda - Skip to Loafer - “Hana ni Natte”, por Ryokuoushoku Shakai - Diários de uma Apotecária | Melhor Encerramento - “Anytime Anywhere”, por Milet - Frieren e a Jornada para o Além - “Todome no Ichigeki”, por Vaundy - Spy × Family (2ª temporada) - “Shuu Cream Funk”, por Philosophy no Dance - Mashle: Magia e Músculos - “Raise”, por Chilli Beans - One Piece - “Happiness of the Dead”, por Shiyui - 100 Coisas para Fazer antes de Virar Zumbi - “Hana Uta to Mawari Michi”, por Rikako Aida - Skip to Loafer |
| Melhor Talento Musical - King Gnu, pela abertura de Jujutsu Kaisen (2ª temporada): “SPECIALZ” - Milet, pelo encerramento de Frieren e a Jornada para o Além: “Anytime Anywhere” - Yoasobi, pela abertura de – Frieren e a Jornada para o Além: “Yuusha” - Tatsuya Kitani, pela abertura de Jujutsu Kaisen (2ª temporada): “Where Our Blue Is” - Queen Bee, pela abertura de Undead Unluck: “01” - Aina the End, pelo encerramento de Kidō Senshi Gandamu: Suisei no Majo (2ª temporada): “Red:Birthmark“ | Melhor Trilha Sonora - Frieren e a Jornada para o Além - Jujutsu Kaisen (2ª temporada) - Bleach: Thousand-Year Blood War - Diários de uma Apotecária - Kidō Senshi Gandamu: Suisei no Majo (2ª temporada) - Trigun Stampede |